# Fußball- und Sportverein Zwickau 2019-2020
Questa voce raccoglie le informazioni riguardanti il Fußball- und Sportverein Zwickau nelle competizioni ufficiali della stagione 2019-2020.

## Stagione
Nella stagione 2019-2020 il Zwickau, allenato da Joe Enochs, concluse il campionato di 3. Liga al 16º posto.

## Rosa
| N. |                     | Ruolo | Calciatore         |
| -- | ------------------- | ----- | ------------------ |
| 1  | Germania (bandiera) | P     | Johannes Brinkies  |
| 2  | Canada (bandiera)   | D     | Marcus Godinho     |
| 3  | Germania (bandiera) | D     | Christopher Handke |
| 4  | Turchia (bandiera)  | D     | Ali Odabas         |
| 5  | Germania (bandiera) | D     | Maurice Hehne      |
| 7  | Germania (bandiera) | C     | Janik Mäder        |
| 8  | Germania (bandiera) | C     | Leon Jensen        |
| 9  | Germania (bandiera) | A     | Gerrit Wegkamp     |
| 10 | Germania (bandiera) | C     | Christian Bickel   |
| 11 | Germania (bandiera) | C     | Fabio Viteritti    |
| 13 | Germania (bandiera) | C     | Mike Könnecke      |
| 15 | Germania (bandiera) | A     | Ronny König        |
| 16 | Germania (bandiera) | A     | Johannes Dörfler   |
| 17 | Germania (bandiera) | D     | Morris Schröter    |

| N. |                     | Ruolo | Calciatore       |
| -- | ------------------- | ----- | ---------------- |
| 18 | Austria (bandiera)  | D     | Sebastian Wimmer |
| 19 | Germania (bandiera) | D     | Davy Frick       |
| 20 | Germania (bandiera) | D     | René Lange       |
| 21 | Germania (bandiera) | P     | Marius Kuhl      |
| 21 | Germania (bandiera) | A     | Denis Jäpel      |
| 22 | Germania (bandiera) | D     | Can Coskun       |
| 23 | Germania (bandiera) | C     | Marius Hauptmann |
| 25 | Germania (bandiera) | D     | Sascha Härtel    |
| 26 | Germania (bandiera) | P     | Max Sprang       |
| 28 | Germania (bandiera) | C     | Nils Miatke      |
| 29 | Germania (bandiera) | P     | Matti Kamenz     |
| 30 | Germania (bandiera) | C     | Julius Reinhardt |
| 32 | Germania (bandiera) | A     | Elias Huth       |

## Organigramma societario
Area tecnica
- Allenatore: Joe Enochs
- Allenatore in seconda: Robin Lenk
- Preparatore dei portieri: Steffen Süßner
- Preparatori atletici: Christoph Rezler

## Calciomercato

### Sessione estiva
| Acquisti | Acquisti           | Acquisti             | Acquisti |
| R.       | Nome               | da                   | Modalità |
| -------- | ------------------ | -------------------- | -------- |
| D        | Sebastian Wimmer   | Viktoria Colonia     |          |
| D        | Marcus Godinho     | Hearts               |          |
| D        | Christopher Handke | Magdeburgo           |          |
| D        | Sascha Härtel      | Sportfreunde Lotte   |          |
| C        | Marius Hauptmann   | Dinamo Dresda        |          |
| D        | Maurice Hehne      | Hannover 96 II       |          |
| A        | Elias Huth         | Kaiserslautern       |          |
| A        | Denis Jäpel        | Germania Halberstadt |          |
| C        | Leon Jensen        | F91 Dudelange        |          |
| D        | Ali Odabas         | Jahn Ratisbona       |          |
| C        | Fabio Viteritti    | Energie Cottbus      |          |
| A        | Gerrit Wegkamp     | Sportfreunde Lotte   |          |

| Cessioni | Cessioni             | Cessioni          | Cessioni |
| R.       | Nome                 | a                 | Modalità |
| -------- | -------------------- | ----------------- | -------- |
| C        | Julian Hodek         | BFC Dynamo        |          |
| C        | Kevin Hoffmann       | Aalen             |          |
| D        | Anthony Barylla      | Saarbrücken       |          |
| D        | Nico Beyer           | Berliner AK 07    |          |
| A        | Tarsis Bonga         | Chemnitz          |          |
| D        | Alexandros Kartalīs  | PAS Giannina      |          |
| C        | Lion Lauberbach      | Holstein Kiel     |          |
| A        | Orrin McKinze Gaines | Sonnenhof G.      |          |
| C        | Manolo Rodas         | Kickers Offenbach |          |
| D        | Alexander Sorge      | Türkgücü          |          |

### Sessione invernale
| Acquisti | Acquisti         | Acquisti          | Acquisti |
| R.       | Nome             | da                | Modalità |
| -------- | ---------------- | ----------------- | -------- |
| A        | Johannes Dörfler | Paderborn         |          |
| D        | Can Coskun       | Greuther Fürth II |          |

| Cessioni | Cessioni | Cessioni | Cessioni |
| R.       | Nome     | a        | Modalità |
| -------- | -------- | -------- | -------- |

## Risultati

### 3. Liga

#### Girone di andata
| Arbitro: | Reichel |

|  |           |                       |
|  | Marcatori | 55’ Wegkamp 88’ König |

| Zwickau 28 luglio 2019, ore 14:00 CEST 2ª giornata | Zwickau | 0 – 0 referto | Magdeburgo | GGZ Arena (8 858 spett.)\| Arbitro: \| Kempter \| |
| Arbitro:                                           | Kempter |               |            |                                                   |

| Arbitro: | Müller |

|                             |           |  |
| Bekiroğlu 33’, 60’ Paul 89’ | Marcatori |  |

| Arbitro: | Bacher |

|                                    |           |  |
| Viteritti 42’ (rig.) Hauptmann 90’ | Marcatori |  |

| Arbitro: | Hanslbauer |

|                                   |           |             |
| Stoppelkamp 54’, 90’ Daschner 68’ | Marcatori | 49’ Wegkamp |

| Arbitro: | Koslowski |

|                                         |           |                                                          |
| Viteritti 68’ Huth 72’ Lange 87’ (rig.) | Marcatori | 7’, 52’ Thiele 40’ (aut.) Odabas 71’ Pick 88’ Kühlwetter |

| Arbitro: | Hussein |

|  |           |                     |
|  | Marcatori | 11’ Huth 35’ Jensen |

| Arbitro: | Dingert |

|           |           |                     |
| Hehne 70’ | Marcatori | 32’ Boere 90’ Dorda |

| Arbitro: | Exner |

|           |           |               |
| Breier 2’ | Marcatori | 49’ Viteritti |

| Arbitro: | Lossius |

|                                      |           |  |
| König 6’ Huth 33’, 56’ Viteritti 43’ | Marcatori |  |

| Arbitro: | Osmers |

|          |           |              |
| Bahn 81’ | Marcatori | 36’ Schröter |

| Arbitro: | Benen |

|                          |           |  |
| Jensen 45’, 55’ Huth 46’ | Marcatori |  |

| Unterhaching 26 ottobre 2019, ore 14:00 CEST 13ª giornata | Unterhaching | 0 – 0 referto | Zwickau | Sportpark Unterhaching (2 750 spett.)\| Arbitro: \| Bokop \| |
| Arbitro:                                                  | Bokop        |               |         |                                                              |

| Arbitro: | Schwengers |

|  |           |             |
|  | Marcatori | 57’ Brünker |

| Arbitro: | Hussein |

|                                                        |           |                        |
| Eckert-Ayensa 27’, 33’ Kutschke 41’ (rig.) Beister 86’ | Marcatori | 31’ König 45’ Schröter |

| Arbitro: | Gasteier |

|                                         |           |                              |
| Viteritti 3’ Huth 45’, 52’ Schröter 49’ | Marcatori | 4’ Özcan 81’ (aut.) Schröter |

| Arbitro: | Haslberger |

|                                   |           |           |
| Bär 26’ Kobylański 29’ Becker 56’ | Marcatori | 67’ König |

| Arbitro: | Storks |

|                               |           |                   |
| Hosiner 30’ (rig.) Langer 41’ | Marcatori | 3’ König 32’ Huth |

| Arbitro: | Schultes |

|  |           |             |
|  | Marcatori | 24’ Deville |

#### Girone di ritorno
| Arbitro: | Exner |

|                       |           |                           |
| König 4’ Schröter 45’ | Marcatori | 63’ Kleinsorge 86’ Evseev |

| Arbitro: | Hanslbauer |

|            |           |                           |
| Bertram 3’ | Marcatori | 65’ Viteritti 67’ Wegkamp |

| Arbitro: | Kessel |

|                     |           |                     |
| Hehne 45’ Frick 57’ | Marcatori | 37’ Mölders 49’ Lex |

| Arbitro: | Kempkes |

|                   |           |                      |
| Sulu 76’ Rohr 88’ | Marcatori | 43’ (rig.) Viteritti |

| Arbitro: | Lechner |

|             |           |  |
| Wegkamp 60’ | Marcatori |  |

| Kaiserslautern 22 febbraio 2020, ore 14:00 CET 25ª giornata | Kaiserslautern | 0 – 0 referto | Zwickau | Fritz-Walter-Stadion (15 913 spett.)\| Arbitro: \| Haslberger \| |
| Arbitro:                                                    | Haslberger     |               |         |                                                                  |

| Arbitro: | Benen |

|          |           |                          |
| König 4’ | Marcatori | 84’ Baumann 90’ Pfeiffer |

| Arbitro: | Petersen |

|                                       |           |                |
| Osawe 12’, 90’ Kinsombi 28’ Boere 74’ | Marcatori | 8’, 48’ Jensen |

| Arbitro: | Hanslbauer |

|                     |           |                                    |
| Miatke 60’ Huth 73’ | Marcatori | 22’ (rig.) Granatowski 27’ Verhoek |

| Arbitro: | Braun |

|                                         |           |  |
| Bunjaku 63’ Wunderlich 81’ Holthaus 90’ | Marcatori |  |

| Arbitro: | Haslberger |

|                                                     |           |                 |
| Huth 25’ König 49’ Miatke 67’ Frick 78’ Wegkamp 82’ | Marcatori | 74’ Kastenhofer |

| Arbitro: | Brand |

|                  |           |  |
| Musiala 75’, 85’ | Marcatori |  |

| Arbitro: | Burda |

|                            |           |                                      |
| Schröter 24’, 57’ Huth 42’ | Marcatori | 3’ Winkler 5’ Grauschopf 84’ Bigalke |

| Arbitro: | Fritz |

|             |           |  |
| Hingerl 71’ | Marcatori |  |

| Arbitro: | Bokop |

|  |           |                                   |
|  | Marcatori | 40’ Kaya 45’ Kutschke 53’ Beister |

| Arbitro: | Schwengers |

|                          |           |             |
| Mörschel 78’, 90’ (rig.) | Marcatori | 59’ Wegkamp |

| Arbitro: | Günsch |

|                            |           |                         |
| Huth 76’, 90’ Schröter 90’ | Marcatori | 45’ Kobylański 90’ Otto |

| Arbitro: | Siebert |

|                       |           |           |
| Huth 51’ Könnecke 84’ | Marcatori | 74’ Itter |

| Mannheim 4 luglio 2020, ore 14:00 CEST 38ª giornata | Waldhof Mannheim | 0 – 0 referto | Zwickau | Carl-Benz-Stadion (0 spett.)\| Arbitro: \| Hartmann \| |
| Arbitro:                                            | Hartmann         |               |         |                                                        |

## Statistiche

### Statistiche di squadra
| Competizione | Punti | In casa | In casa | In casa | In casa | In casa | In casa | In trasferta | In trasferta | In trasferta | In trasferta | In trasferta | In trasferta | Totale | Totale | Totale | Totale | Totale | Totale | DR |
| Competizione | Punti | G       | V       | N       | P       | Gf      | Gs      | G            | V            | N            | P            | Gf           | Gs           | G      | V      | N      | P      | Gf     | Gs     | DR |
| ------------ | ----- | ------- | ------- | ------- | ------- | ------- | ------- | ------------ | ------------ | ------------ | ------------ | ------------ | ------------ | ------ | ------ | ------ | ------ | ------ | ------ | -- |
| 3. Liga      | 44    | 19      | 8       | 5       | 6       | 38      | 29      | 19           | 3            | 6            | 10           | 18           | 32           | 38     | 11     | 11     | 16     | 56     | 61     | -5 |
| Totale       | 44    | 19      | 8       | 5       | 6       | 38      | 29      | 19           | 3            | 6            | 10           | 18           | 32           | 38     | 11     | 11     | 16     | 56     | 61     | -5 |

### Andamento in campionato
| Giornata  | 1 | 2 | 3  | 4 | 5  | 6  | 7  | 8  | 9  | 10 | 11 | 12 | 13 | 14 | 15 | 16 | 17 | 18 | 19 | 20 | 21 | 22 | 23 | 24 | 25 | 26 | 27 | 28 | 29 | 30 | 31 | 32 | 33 | 34 | 35 | 36 | 37 | 38 |
| --------- | - | - | -- | - | -- | -- | -- | -- | -- | -- | -- | -- | -- | -- | -- | -- | -- | -- | -- | -- | -- | -- | -- | -- | -- | -- | -- | -- | -- | -- | -- | -- | -- | -- | -- | -- | -- | -- |
| Luogo     | T | C | T  | C | T  | C  | T  | C  | T  | C  | T  | C  | T  | C  | T  | C  | T  | T  | C  | C  | T  | C  | T  | C  | T  | C  | T  | C  | T  | C  | T  | C  | T  | C  | T  | C  | C  | T  |
| Risultato | V | N | P  | V | P  | P  | V  | P  | N  | V  | N  | V  | N  | P  | P  | V  | P  | N  | P  | N  | V  | N  | P  | V  | N  | P  | P  | N  | P  | V  | P  | N  | P  | P  | P  | V  | V  | N  |
| Posizione | 4 | 5 | 13 | 8 | 10 | 12 | 10 | 12 | 12 | 10 | 11 | 8  | 8  | 10 | 14 | 9  | 12 | 13 | 14 | 14 | 13 | 15 | 15 | 13 | 12 | 14 | 17 | 16 | 17 | 16 | 16 | 16 | 17 | 17 | 18 | 17 | 16 | 16 |

Legenda:

Luogo: C = Casa; T = Trasferta. Risultato: V = Vittoria; N = Pareggio; P = Sconfitta.

### Statistiche dei giocatori
| C. Bickel    | 2  | 0  | 0  | 0 |
| J. Brinkies  | 38 | 0  | 2  | 0 |
| C. Coskun    | 13 | 0  | 4  | 0 |
| J. Dörfler   | 9  | 0  | 1  | 0 |
| D. Frick     | 34 | 2  | 11 | 1 |
| M. Godinho   | 25 | 0  | 3  | 1 |
| C. Handke    | 19 | 0  | 2  | 0 |
| M. Hauptmann | 23 | 1  | 2  | 0 |
| M. Hehne     | 31 | 2  | 6  | 0 |
| E. Huth      | 31 | 14 | 5  | 1 |
| S. Härtel    | 1  | 0  | 0  | 0 |
| L. Jensen    | 33 | 5  | 14 | 1 |
| D. Jäpel     | 6  | 0  | 1  | 0 |
| M. Kamenz    | 0  | 0  | 0  | 0 |
| R. König     | 36 | 8  | 5  | 0 |
| M. Könnecke  | 11 | 1  | 4  | 0 |
| R. Lange     | 21 | 1  | 4  | 0 |
| N. Miatke    | 29 | 2  | 3  | 0 |
| J. Mäder     | 9  | 0  | 0  | 0 |
| A. Odabas    | 25 | 0  | 5  | 0 |
| J. Reinhardt | 31 | 0  | 7  | 0 |
| M. Schröter  | 36 | 7  | 8  | 0 |
| M. Sprang    | 0  | 0  | 0  | 0 |
| F. Viteritti | 30 | 7  | 5  | 0 |
| G. Wegkamp   | 36 | 6  | 2  | 0 |
| S. Wimmer    | 8  | 0  | 0  | 0 |